# Marboué
Marboué település Franciaországban, Eure-et-Loir megyében. Lakosainak száma 1124 fő (2022. január 1.). Marboué Châteaudun, Flacey, Saint-Christophe és Dangeau községekkel határos.

## Népesség
A település népességének változása:
| Lakosok száma | 951  | 1015 | 1052 | 1150 | 1098 | 1119 | 1147 | 1152 | 1156 | 1124 |
|               | 1968 | 1982 | 1990 | 2006 | 2013 | 2015 | 2017 | 2019 | 2020 | 2022 |